# Slumrande Venus

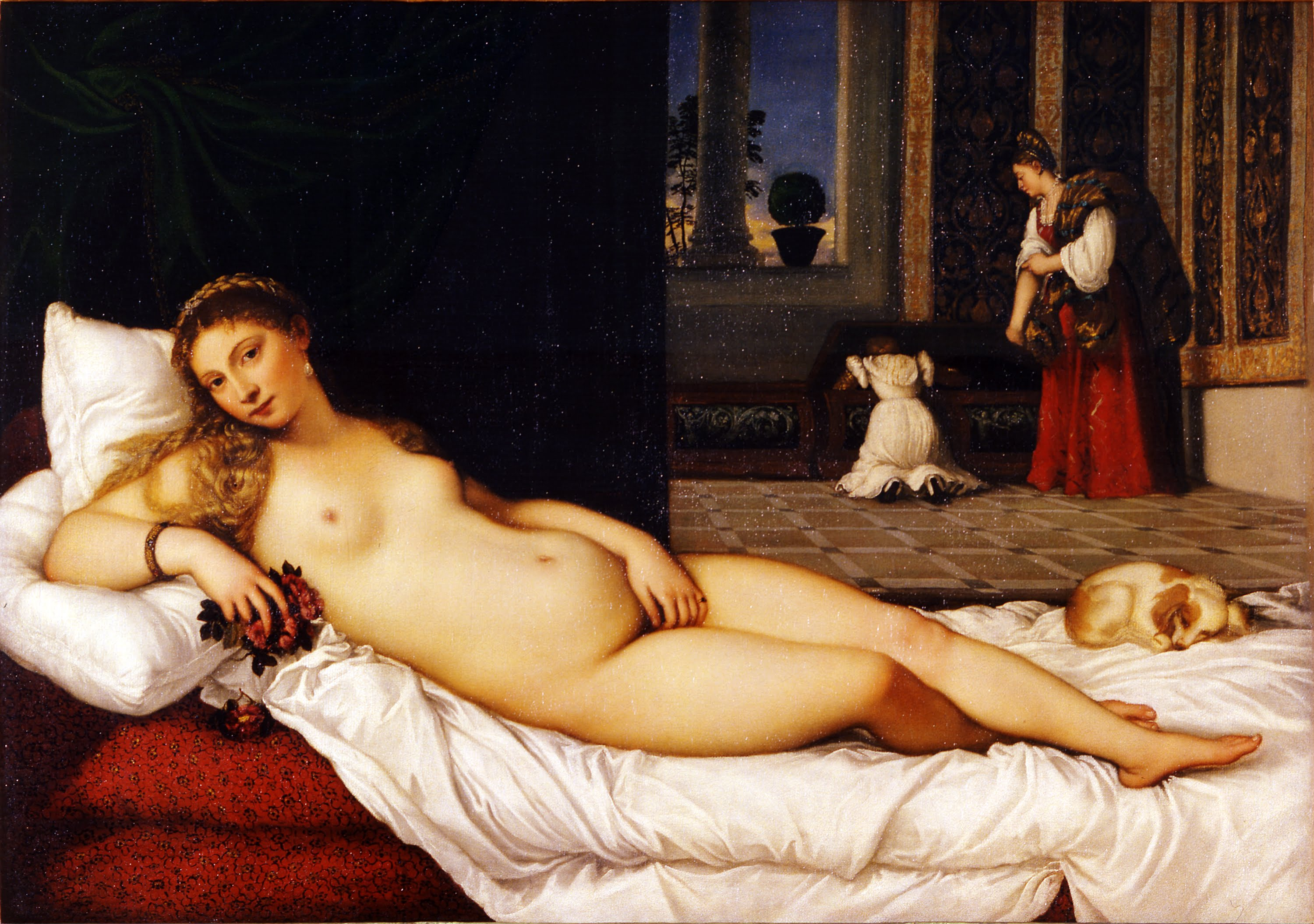
Tizian, Venus från Urbino (1538), Uffizierna.

Slumrande Venus (även Sovande Venus, italienska: Venere dormiente) är en oljemålning av den italienske renässanskonstnären Giorgione. Den målades omkring 1508–1510 och färdigställdes troligen av Giorgiones elev Tizian som senare målade den liknande Venus från Urbino. Slumrande Venus är ett av viktigaste verken inom renässansmåleriet, liksom på Gemäldegalerie Alte Meister i Dresden där den är utställd idag.
Målningen föreställer den romerska kärleksgudinnan Venus som är ett vanligt motiv i konsthistorien. Det är förmodligen antika skulpturer som inspirerat Giorgione till sin Venusmålning; den första kända målningen i västerländsk konsthistoria som avbildar gudinnan liggande och naken. Den har i sin tur inspirerat en lång rad konstnärer att måla liknande bilder, till exempel Diego Velázquez Venus med spegel (omkring 1650), Francisco de Goyas Den nakna maja (omkring 1800) och Édouard Manets Olympia. 
Målningen beställdes av Girolamo Marcello i samband med hans bröllop 1507. Kunden önskade förmodligen att kärleksgudinnan skulle välsigna hans äktenskap. Giorgione gav den sovande gudinnan ett unikt, harmoniskt utseende. Konturlinjerna på hennes kropp fortsätter i landskapets mjuka vågiga linjer, så att ett arkadiskt lugn är inneboende i hela bilden.
Målningen var sannolikt inte avslutad vid Giorgiones död i pesten 1510. Det har antagits att hans elev Tizian fullbordade verket genom att fylla i landskapet i bakgrunden. Samma byggnader som syns till höger återfinns i Tizians målningar Den himmelska och den jordiska kärleken och Noli me tangere. Tavlan har dock under årens lopp blivit så hårdhänt restaurerad att det inte är möjligt att med bildanalys och röntgen fullt ut kartlägga verkets tillkomst. Dokumenterat är att Venus ständiga följeslagare, Amor, från början suttit vid gudinnans fötter och lekt med pil och båge. Amor målades dock bort 1837, troligen under en restaurering.